# Patsy Reddy
Pour les articles homonymes, voir Reddy.
Patricia Lee Reddy, dite Patsy Reddy, née le 17 mai 1954 à Matamata, est une avocate et femme d'État néo-zélandaise. Elle est gouverneur général de Nouvelle-Zélande de 2016 à 2021.

## Biographie

### Vie professionnelle
Fille d'enseignants, Patricia Reddy obtient une maîtrise en droit à l'université Victoria de Wellington en 1979. Elle enseigne ensuite à la faculté de droit de cette même université. En 1982, elle devient sollicitrice, spécialisée en droit fiscal et en droit des sociétés. Elle travaille également pour le gouvernement, négociant les compensations à verser à deux tribus maories en accord avec le traité de Waitangi. Elle co-préside une révision de la législation sur les services nationaux de sécurité et de renseignement, puis préside la Commission du film de Nouvelle-Zélande (New Zealand Film Commission).

### Gouverneur général de Nouvelle-Zélande

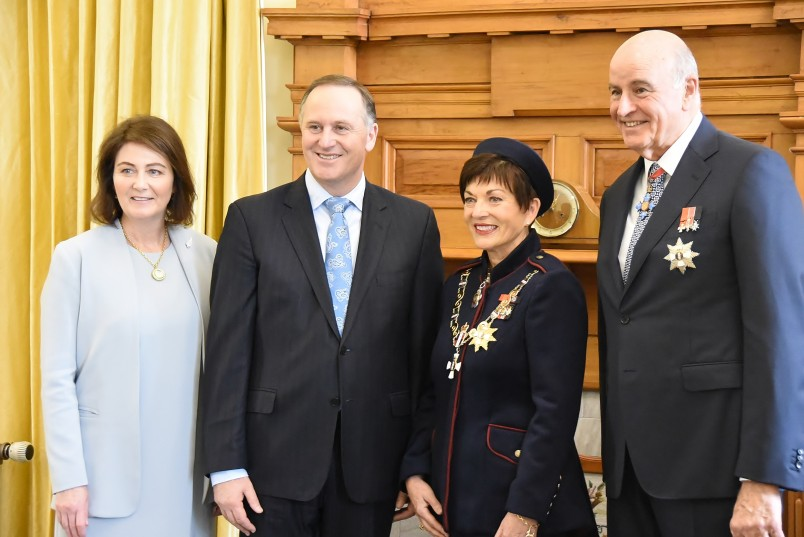
Patsy Reddy et son époux avec le Premier ministre John Key et son épouse, en 2016.

En mars 2016, elle est nommée par la reine Élisabeth II, sur proposition du Premier ministre John Key, pour occuper la fonction de gouverneur général, représentant honorifique de la reine Élisabeth II et chef d'État de facto. Elle prend ses fonctions le 28 septembre 2016, succédant au lieutenant général Sir Jerry Mateparae. Elle est la 21e personne à occuper la fonction.
Elle est par ailleurs la troisième femme, et la première personne végane, à ce poste.
Durant son mandat, elle se rend notamment en visite d'État au Japon, en Corée du Sud, en Israël et en Malaisie.

## Distinctions
En 2014, elle est faite Dame compagnon de l'ordre du Mérite de Nouvelle-Zélande. Après sa prestation de serment comme gouverneur général, elle est élevée à la dignité de Dame grand-compagnon de ce même ordre et faite compagnon de l'ordre du service de la Reine et Dame de justice du Très vénérable ordre de Saint-Jean.